# Cattedrale di Perpignano
La cattedrale di San Giovanni Battista (in francese cathédrale Saint-Jean-Baptiste de Perpignan, in catalano catedral de Sant Joan Baptista de Perpinyà) è il principale luogo di culto cattolico di Perpignano, nel dipartimento dei Pirenei Orientali. La chiesa, sede del vescovo di Perpignano, è monumento storico di Francia dal 1906.